# Vetpak
Een vetpak is een ouderwets motorpak van geïmpregneerde katoen, dat met speciale was moest worden ingevet om waterdicht te blijven. 
Het pak werd snel vies, omdat natuurlijk ook straatvuil aan de was bleef plakken. De moderne winter- en regenpakken hebben het vetpak geheel verdreven.